# Derecho de cosas
El Derecho de cosas o Derecho de bienes es una de las áreas básicas del Derecho civil. Tiene por objeto, por una parte, fijar o ubicar los bienes en el patrimonio de cada individuo y, por otra, determinar los poderes o facultades que el sujeto tiene sobre ellos, que por recaer sobre cosas (en latín: res, rei) se llaman derechos reales.

## Objeto
El Derecho de los bienes regula las distintas clases de bienes, clasificándolos en categorías típicas. En la tradición continental puede decirse que la distinción fundamental se da entre los bienes muebles e inmuebles, donde los segundos tienen una regulación especial dada su mayor importancia económica. Esta regulación especial se caracteriza por el hecho de que los actos y contratos que tienen por objeto bienes inmuebles son solemnes. Además, los bienes inmuebles están sujetos a un sistema registral.

## Contenido
Entre las facultades que se reconocen a las personas sobre las cosas, el Derecho de bienes regula fundamentalmente el dominio y la posesión como las más relevantes en el plano jurídico y fáctico, respectivamente. La interacción entre dominio y posesión afecta al régimen jurídico de las cosas. Ello explica la atención que dedica a materias tales como la prescripción adquisitiva, la acción reivindicatoria o las acciones posesorias.
El Derecho de cosas regula los modos de adquirir el dominio, esto es, la tradición, la ocupación, la accesión y la prescripción. La sucesión por causa de muerte también es un modo de adquirir la propiedad sobre las cosas, pero goza de autonomía propia como disciplina jurídica y se denomina Derecho de sucesiones.
El Derecho de bienes también regula los demás derechos reales, sean limitados o limitativos del dominio, de goce (usufructo, uso, habitación,  servidumbres y censos), o de garantía (hipoteca, prenda y anticresis).